# Kazabrud
Kazabrud (516 m n. m.; někdy uváděno i 520 m n. m.) je vrchol v Krkonošském podhůří. Nachází se jižně od obce Borovnice a severně od městyse Pecka. Leží na pomezí okresů Trutnov a Jičín, jejich hranice prochází kazabrudským hřbetem.
V západní části hřbetu Kazabrudu je vrchol Jelení hřbet (501 m n. m.), na východě pokračuje hřbet kótou Červený vrch (541 m n. m.). Na úbočí hory pramení říčka Javorka, která následně protéká Peckou a Lázněmi Bělohrad a vlévá se u Skřivan do Cidliny. Terén v okolí Kazabrudu je velmi členitý a kopcovitý. I díky tomuto je kazabrudské polesí oblíbeným terénem pro orientační běžce.

## Původ názvu
Název Kazabrud je podle některých názorů etymologicky neprůhledný. Někdy bývá vykládán z německých slov Käse a Brot (sýr a chléb), prý podle tvarů kamenů poblíž vrcholu.

## Galerie

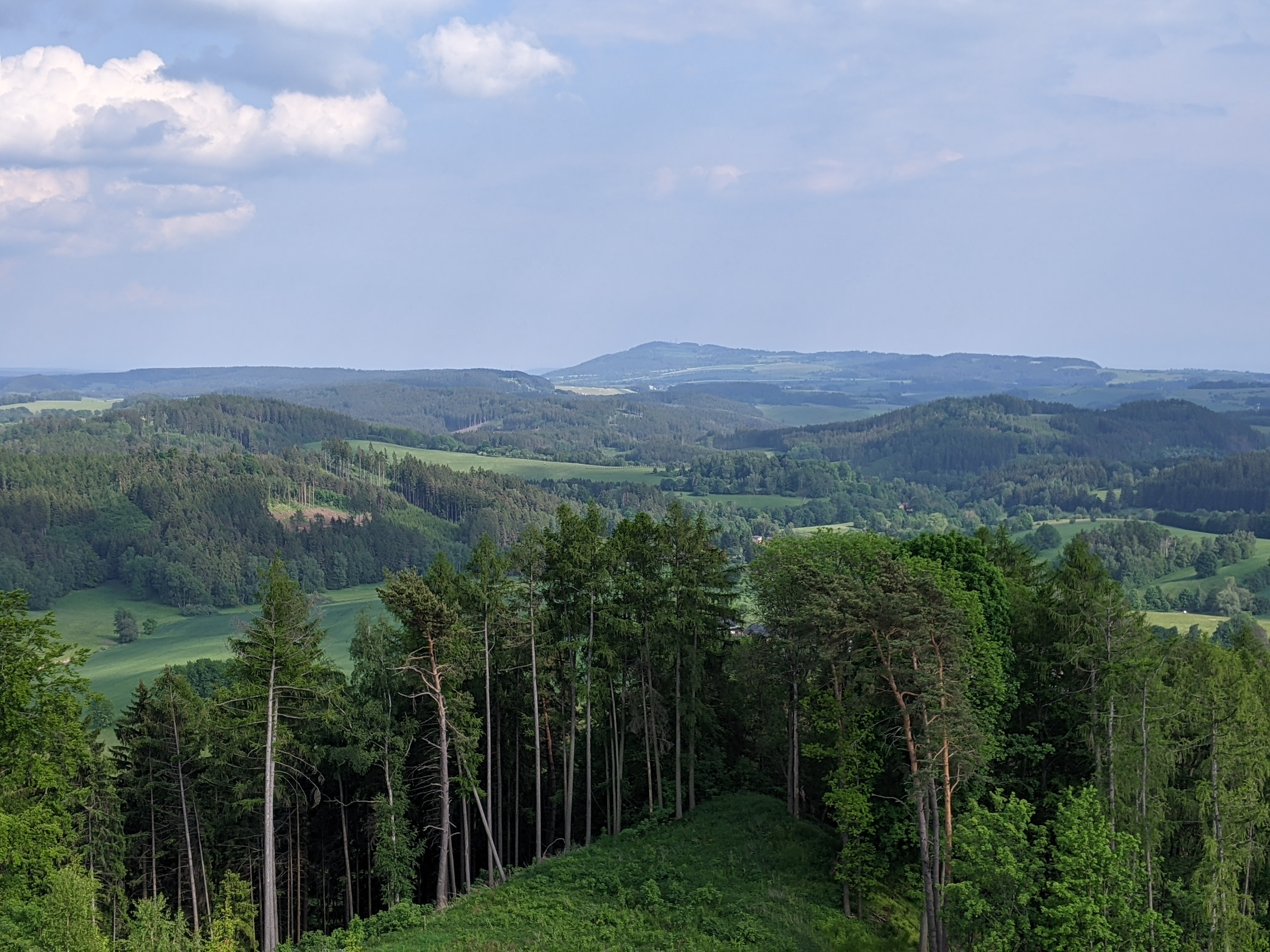
Výhled z Kozince, Kazabrud je táhlý zalesněný hřeben vlevo